# Döbeln (distrito)
Döbeln é um distrito (kreis ou landkreis) da Alemanha localizado na região de Leipzig, no estado da Saxônia.

## Cidades e municípios
| Cidades                                               | Municípios |
| ----------------------------------------------------- | --- |
| 1. Döbeln 2. Hartha 3. Leisnig 4. Roßwein 5. Waldheim | 1. Bockelwitz 2. Ebersbach 3. Großweitzschen 4. Mochau 5. Niederstriegis 6. Ostrau 7. Ziegra-Knobelsdorf 8. Zschaitz-Ottewig |